# Giao hưởng số 1 (Mozart)
Giao hưởng số 1 cung Mi giáng trưởng, K. 16 là bản giao hưởng đầu tiên của nhà soạn nhạc người Áo Wolfgang Amadeus Mozart. Mozart viết bản nhạc này khi mới chỉ 8 tuổi. Lúc này ông được cả châu Âu chú ý với vai trò là một thần đồng biểu diễn, nhưng lại có ít sáng tác. Bản nhạc hiện nay được giữ gìn tại Biblioteka Jagiellońska tại Kraków. Tác phẩm được viết trong tour diễn của gia đình Mozart vòng quanh châu Âu và họ tạm thời dừng chân tại Luân Đôn. Từ Luân Đôn, họ rời đến Chelsea trong mùa hè năm 1764 bởi lý do đau ốm của người cha Mozart, Leopold Mozart, cụ thể là nhiễm trùng họng. Nơi họ ở khi đến Chelsea tại số 180 phố Ebury, giờ đây thuộc thị xã của Westminster, chính là nơi bản giao hưởng được viết. Nơi đây đã gây chú ý với một tấm bảng. Bản giao hưởng được biểu diễn lần đầu vào ngày 21 tháng 1 năm 1765. Tác phẩm đã thể hiện sự ảnh hưởng của vài nhà soạn nhạc lên Mozart, bao gồm bố của ông và những đứa con của Johann Sebastian Bach, đặc biệt là Johann Christian Bach. Johann Christian Bach là một nhà viết giao hưởng quan trọng làm việc tại Luân Đôn nơi mà Mozart gặp khi còn ở đó. Bản giao hưởng được viết cho 2 oboe, 2 horn và đàn dây. Tác phẩm gồm 3 chương:
1. Molto allegro, nhịp 4/4
2. Andante, cung Đô thứ , nhịp 2/4
3. Presto, nhịp 3/8

Điều đáng chú ý của bản giao hưởng này chính là chương 2 của nó. Ở đây, cậu bé 8 tuổi Mozart đã tạo nên một motif gồm 4 nốt nhạc và motif này đã xuất hiện ở chương cuối của bản giao hưởng Jupiter. Bốn nốt đó là Đô, Rê, Fa và Mi và chúng được sử dụng đáng kể bởi Mozart. Bởi ngoài bản giao hưởng số 41, giao hưởng số 33 cũng là một tác phẩm được viết như vậy. Motif kiểu này đã được định bởi horn trong bản giao hưởng đầu tiên.